# Fire Woman
Fire Woman is een nummer van de Britse hardrockband The Cult uit 1989. Het is de eerste single van hun vierde studioalbum Sonic Temple.
Het nummer werd vooral een hit op de Britse eilanden, in Canada en in Oceanië. In het Verenigd Koninkrijk haalde het de 15e positie. In Nederland haalde het nummer de 81e positie in de Single Top 100.